# Petros Stefanu
Petros Stefanu (gr. Πέτρος Στεφάνου, Pétros Stefánou; ur. 17 sierpnia 1963 w Ermupoli) – grecki duchowny katolicki, biskup Syros i Milos oraz Santorini w latach 2014–2025.

## Życiorys
Święcenia kapłańskie otrzymał 15 lipca 1995 i został inkardynowany do diecezji Syros i Milos. Był m.in. ekonomem diecezjalnym, pracownikiem centrów katechetycznych oraz sekretarzem kurialnej komisji ds. katechezy.
13 maja 2014 papież Franciszek mianował go ordynariuszem diecezji Syros i Milos oraz Santorini. Jednocześnie został administratorem apostolskim wakującej diecezji kreteńskiej. Sakry udzielił mu 2 lipca 2014 jego poprzednik - emerytowany biskup Syros - Frangiskos Papamanolis. 11 kwietnia 2025 papież przyjął jego rezygnację z pełnionych urzędów.